# Sumina (struga)
Sumina – struga na Górnym Śląsku. Swoje źródło ma na polach w okolicy Krzyżkowic (dzielnica Pszowa). Uchodzi do Rudy, która jest dopływem Odry. Długość 27,5 km.
Struga do miejscowości Lyski nosi nazwę Suminka.
Miejscowości leżące nad Suminą:
- Pszów
- Dzimierz
- Pstrążna
- Lyski
- Sumina
- Górki Śląskie
- Nędza